# Isabel Schosnig
Isabel Schosnig (* Mai 1972 in Oschatz) ist eine deutsche Schauspielerin.

## Biografie
Schosnig wuchs in Leipzig auf. 1988 reiste ihre Familie aus der DDR aus und ließ sich bei Stuttgart nieder. Nach der Wende und dem Abitur kehrte sie nach Leipzig zurück, um ab 1994 ein Schauspielstudium an der Hochschule für Musik und Theater „Felix Mendelssohn Bartholdy“ aufzunehmen, das sie 1998 abschloss. Während des Studiums gastierte sie als Darstellerin am Schauspiel Leipzig, am Staatsschauspiel München sowie am Deutschen Theater Berlin. Ihr erstes Engagement folgte 1998 am Schauspiel Leipzig. 2001 wechselte sie an das Deutsche Theater Berlin, wo sie bis 2009 festes Ensemblemitglied war. Zu ihren Regisseuren zählen Michael Thalheimer, Hans Neuenfels, Lars Noreen, Konstanze Lauterbach, Robert Schuster, Barbara Frey, Johanna Schall, Michael Schweighöfer, Sabine auf der Heyde, Tina Lanik, Roger Vontobel, Viktor Bodó u. a.
Neben ihren Gastengagements an verschiedenen Bühnen, darunter das Zürcher Schauspielhaus, das Staatsschauspiel Dresden, das Stadttheater Klagenfurt und das Deutsche Theater Berlin, arbeitet Isabel Schosnig für Film und Fernsehen. Darüber hinaus ist sie als Sprecherin tätig und in Radio-Features sowie in Hörspielen und Lesungen zu hören.

## Filmografie (Auswahl)
- 1995: Sprung ins Glück (Fernsehfilm)
- 1998: Auf schmalem Grad (Fernsehfilm)
- 2018: In aller Freundschaft (Folge: Alpträume)
- 2001: Das Monstrum (Kino)
- 2001: Tatort: Verhängnisvolle Begierde
- 2002: Wo bleibst du Baby? (Fernsehfilm)
- 2002: Für alle Fälle Stephanie (Folge: Bis, dass der Tod Euch scheidet)
- 2005: Lulu (Fernsehfilm)
- 2005: Brinkmanns Zorn (Kino)
- 2006: Grenzgänger (Kino)
- 2006: Hochzeit um jeden Preis (Fernsehfilm)
- 2008: SOKO Leipzig (Folge: Zahltag)
- 2009: Heimspiel (Kurzfilm)
- 2011: SOKO Wismar (Folge: Zuckerbrot)
- 2011: Die Draufgänger (Folge: Sweet Kid)
- 2012: Mord mit Aussicht (Folge: Und ewig singt das Blaukehlchen)
- 2012: Es ist alles OK (Kino)
- 2013: Schlussmacher (Kino)
- 2013: Der Schmetterlingsjäger (Kino)
- 2014, 2023, 2025: SOKO Leipzig (Folgen: Wahrheit ist ein scharfes Schwert, Das Leben ist kein Ponyhof, Nur ein Foto)
- 2014: Jekaterina (russische Fernsehserie)
- 2015: Ein Fall von Liebe (Folge: Geisterhaus)
- 2015: Aus der Haut (Fernsehfilm)
- 2015: Abgestempelt (Miniserie, dffb)
- 2016: Looping (Kleines Fernsehspiel)
- 2016: Notruf Hafenkante (Folge: Explosive Lage)
- 2016: Mängelexemplar (Kino)
- 2017: In aller Freundschaft (4 Folgen)
- 2017: Der Zürich-Krimi: Borchert und die letzte Hoffnung
- 2018: Rentnercops (Folge: Mehr Druck)
- 2018: How to Sell Drugs Online (Fast) (Serie, Staffel 1)
- 2018: SOKO München (Folge: Verkaufte Liebe)
- 2018: Unschuldig
- 2018: Ein starkes Team: Eiskalt
- 2018: Letzte Spur Berlin (Folge: Sommersonnenwende)
- 2019: Unorthodox (Miniserie)
- 2019: How to Sell Drugs Online (Fast) (Serie, Staffel 2)
- 2020: Der Staatsanwalt – Spiel, Satz, Tod
- 2020: Tatort: Du allein
- 2022: SOKO Köln (Folge: Auszeit)
- 2022: Polizeiruf 110: Hildes Erbe
- 2022: Erzgebirgskrimi – Tödliche Abrechnung (Fernsehreihe)
- 2024: Blutige Anfänger (Folge: Wasserleichen lügen nicht)
- 2024: In aller Freundschaft – Die jungen Ärzte (Folge: Blut ist Leben)
- 2024: Morden im Norden (Fernsehserie, Folge Alte Schuld)
- 2024: Jenseits der blauen Grenze
- 2025: Wilma will mehr (Kinofilm)